# Протистояння Коннорс-Лендл
Протистояння Коннорс-Лендл - протистояння між американським тенісистом Джиммі Коннорсом та чехом Іваном Лендлом, які зіграли між собою 35 разів. Це протистояння є другим за кількістю матчів у Відкриту еру.
Лендл і Коннорс сім разів зустрічалися на турнірах Великого шолому. Коннорс виграв перші три зустрічі, а Лендл - останні чотири.
Ці два гравці є представниками різних поколінь (різниця у віці становить 8 років), тому справді боротьба у їхніх матчах відбувалася тільки в період 1982-1984 років. До 1982 Коннорс виграв усі 8 їхніх зустрічей, а після Вімблдону 1984 Лендл виграв усі 17 очних зустрічей.

## Статистика

### Коннорс-Лендл (13–22)
| Рік  | Турнір               | Покриття | Раунд | Переможець     | Рахунок                     |
| ---- | -------------------- | -------- | ----- | -------------- | --------------------------- |
| 1992 | US Open              | хард     | 1/32  | Іван Лендл     | 3-6, 6-3, 6-2, 6-0          |
| 1988 | Монреаль/Торонто     | хард     | ПФ    | Іван Лендл     | 6-4, 6-4                    |
| 1987 | Підсумковий          | килим    | ГР    | Іван Лендл     | 4-3 RET                     |
| 1987 | US Open              | хард     | ПФ    | Іван Лендл     | 6-4, 6-2, 6-2               |
| 1987 | Монреаль/Торонто     | хард     | ПФ    | Іван Лендл     | 7-5, 6-4                    |
| 1987 | Вашинґтон            | хард     | ПФ    | Іван Лендл     | 6-4, 7-6                    |
| 1987 | Key Biscayne         | Hard     | S     | Іван Лендл     | 3-6, 7-6, 7-6, 6-3          |
| 1986 | Стреттон             | хард     | ПФ    | Іван Лендл     | 6-4, 3-6, 6-2               |
| 1986 | Форт Маєрс           | хард     | Ф     | Іван Лендл     | 6-2, 6-0                    |
| 1986 | Бока Вест            | хард     | ПФ    | Іван Лендл     | 1-6, 6-1, 6-2, 2-6, 5-2 DEF |
| 1985 | US Open              | хард     | ПФ    | Іван Лендл     | 6-2, 6-3, 7-5               |
| 1985 | Стреттон             | хард     | ПФ    | Іван Лендл     | 6-0, 4-6, 6-4               |
| 1985 | Ролан Гаррос         | ґрунт    | ПФ    | Іван Лендл     | 6-2, 6-3, 6-1               |
| 1985 | Даллас               | килим    | ПФ    | Іван Лендл     | 6-3, 2-1 RET                |
| 1985 | Форт Маєрс           | хард     | Ф     | Іван Лендл     | 6-3, 6-2                    |
| 1984 | Підсумковий          | килим    | ПФ    | Іван Лендл     | 7-5, 6-7, 7-5               |
| 1984 | Вемблі               | килим    | ПФ    | Іван Лендл     | 6-4, 6-2                    |
| 1984 | Токіо                | килим    | Ф     | Джиммі Коннорс | 6-4, 3-6, 6-0               |
| 1984 | Вімблдон             | трава    | ПФ    | Джиммі Коннорс | 6-7, 6-3, 7-5, 6-1          |
| 1984 | Форест Хіллз         | ґрунт    | ПФ    | Іван Лендл     | 6-0, 6-0                    |
| 1983 | Підсумковий          | килим    | ПФ    | Іван Лендл     | 6-3, 6-4                    |
| 1983 | US Open              | хард     | Ф     | Джиммі Коннорс | 6-3, 6-7, 7-5, 6-0          |
| 1983 | Монреаль/Торонто     | хад      | ПФ    | Іван Лендл     | 6-1, 6-3                    |
| 1983 | Лондон, Queen's Club | трава    | ПФ    | Джиммі Коннорс | 6-0, 6-3                    |
| 1982 | Підсумковий          | килим    | ПФ    | Іван Лендл     | 6-3, 6-1                    |
| 1982 | US Open              | хард     | Ф     | Джиммі Коннорс | 6-3, 6-2, 4-6, 6-4          |
| 1982 | Цинциннаті           | хард     | ПФ    | Іван Лендл     | 6-1, 6-1                    |
| 1981 | Кубок Девіса, ЧФ     | хард     | ГР    | Джиммі Коннорс | 7-5, 6-4                    |
| 1981 | Ла Квінта            | хард     | Ф     | Джиммі Коннорс | 6-3, 7-6                    |
| 1980 | Підсумковий          | килим    | ГР    | Джиммі Коннорс | 7-6, 6-1                    |
| 1980 | Цинциннаті           | Хард     | ЧФ    | Джиммі Коннорс | 6-2, 6-0                    |
| 1980 | Північний Конвей     | ґрунт    | ПФ    | Джиммі Коннорс | 6-4, 6-2                    |
| 1980 | Даллас               | килим    | ПФ    | Джиммі Коннорс | 6-4, 7-5, 6-3               |
| 1980 | Мемфіс               | килим    | 1/8   | Джиммі Коннорс | 6-2, 6-3                    |
| 1979 | Індіанаполіс         | ґрунт    | ЧФ    | Джиммі Коннорс | 6-2, 7-6                    |

| Легенда          |
| Великий шолом    |
| Мастерс          |
| Кубок Девіса     |
| Світовий Тур ATP |

## Резюме протистояння
- Усі матчі: Лендл 22–13
- Усі фінали: Коннорс 4–2
- Матчі на ТВШ: Лендл 4–3
- Фінали ТВШ: Коннорс 2–0
- Фінали, окрім ТВШ: нічия 2–2
- Матчі на Підсумковому турнірі: Лендл 4–1
- П'ятисетові матчі: Лендл 1–0